# Barber
 For alternative betydninger, se Barber (flertydig). (Se også artikler, som begynder med Barber)
En barber er en håndværker, der fjerner (rager) mænds skæg. Ved kronragning fjernes alt hår på hovedet. I dag klipper en barber også håret.
Tidligere foretog en barber eller bartskærer også åreladning og andre kirurgiske indgreb på mennesker. Lægerne ordinerede den teoretiske behandling, mens barberen udførte de kirurgiske indgreb. I dag er en barber mest frisør til at tage sig af håret for både kvinder og mænd.
Uddannelsen til barber/frisør er stadig præget af håndværkertradition og mesterlære. I visse tilfælde kan det udarte til hårkunst. 